# راسيل رامزي
راسيل رامزي هو سياسي كندي، ولد في 5 أغسطس 1928 بسو ساينت ماري في كندا، وتوفي بنفس المكان في 9 فبراير 2003 بسبب مرض آلزهايمر. حزبياً، نشط في حزب أونتاريو المحافظ التقدمي. وقد انتخب عضو برلمان مقاطعة أونتاريو.